# Последња прича
Последња прича је југословенски тв филм из 1987. године.

## Синопсис
Ово је прича о напору младог човека да сачува идентитет у судару са корумпираном средином и искушењима прве страсти.

## Улоге
| Глумац             | Улога |
| ------------------ | ----- |
| Предраг Бјелац     |       |
| Тања Бошковић      |       |
| Дејан Цукић        |       |
| Предраг Лаковић    |       |
| Славко Симић       |       |
| Зоран Брлић        |       |
| Мелита Бихаљи      |       |
| Драго Богдановић   |       |
| Елизабета Ђоревска |       |
| Предраг Ејдус      |       |
| Беким Фехмиу       |       |
| Владимир Јевтовић  |       |
| Љиљана Јовановић   |       |
| Игор Первић        |       |
| Ферид Карајица     |       |
| Бранка Петрић      |       |
| Радомир Поповић    |       |
| Ева Рас            |       |
| Миле Станковић     |       |
| Душан Тадић        |       |
| Душица Жегарац     |       |
| Надежда Вукићевић  |       |
| Јадранка Стилин    |       |
| Лидија Станковић   |       |
| Велибор Васовић    |       |